# Dicya
Genre

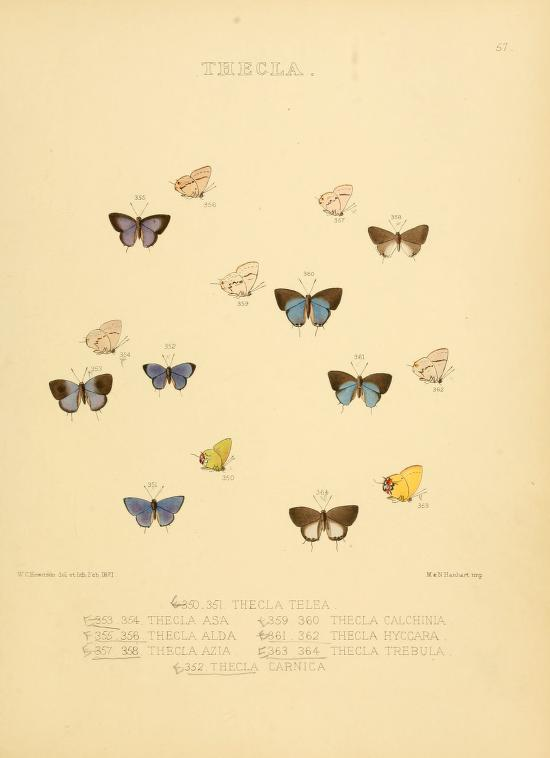
Illustration de Dicya

Dicya est un genre d'insectes lépidoptères (papillons) de la famille des Lycaenidae et de la sous-famille des Theclinae présents en Amérique.

## Dénomination
Le genre a été nommé par Kurt Johnson (d) en 1991.

## Liste des espèces
- Dicya carnica (Hewitson, 1873) présent en Bolivie, au Brésil, en Guyane et au Mexique
- Dicya dicaea (Hewitson, 1874) présent au Brésil et au Paraguay
- Dicya eumorpha (Hayward, 1949) présent en Argentine
- Dicya iambe (Godman & Salvin, [1887]) présent en Bolivie, au Costa Rica, en Équateur et en Guyane.
- Dicya lollia (Godman & Salvin, [1887]) présent au Costa Rica et au Guatemala
- Dicya lucagus (Godman & Salvin, [1887]) présent au Mexique[1],[2].

## Répartition
Les Dicya sont présents en Amérique centrale et Amérique du Sud.